# Санта-Крус-де-ла-Серос
Санта-Крус-де-ла-Серос (ісп. Santa Cruz de la Serós, араг. Santa Cruz d'as Serors) — муніципалітет в Іспанії, у складі автономної спільноти Арагон, у провінції Уеска. Населення — 140 осіб (2009).
Муніципалітет розташований на відстані близько 340 км на північний схід від Мадрида, 47 км на північний захід від Уески.
На території муніципалітету розташовані такі населені пункти: (дані про населення за 2009 рік)
- Бінакуа: 26 осіб
- Санта-Крус-де-ла-Серос: 110 осіб

## Демографія
Динаміка населення (INE ):

## Галерея зображень

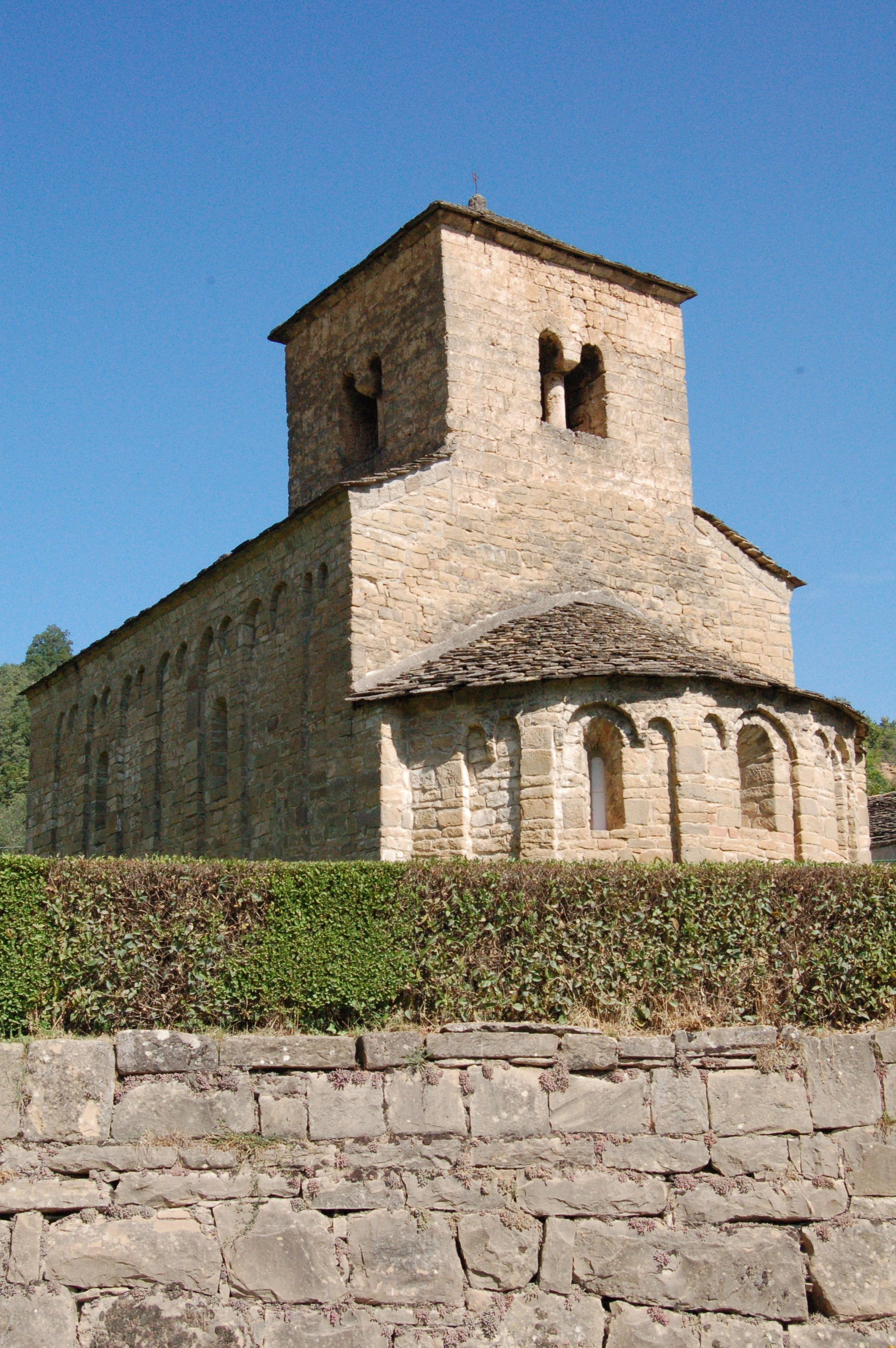
Церква Сан-Капрасіо